# 둥펑 (미사일)

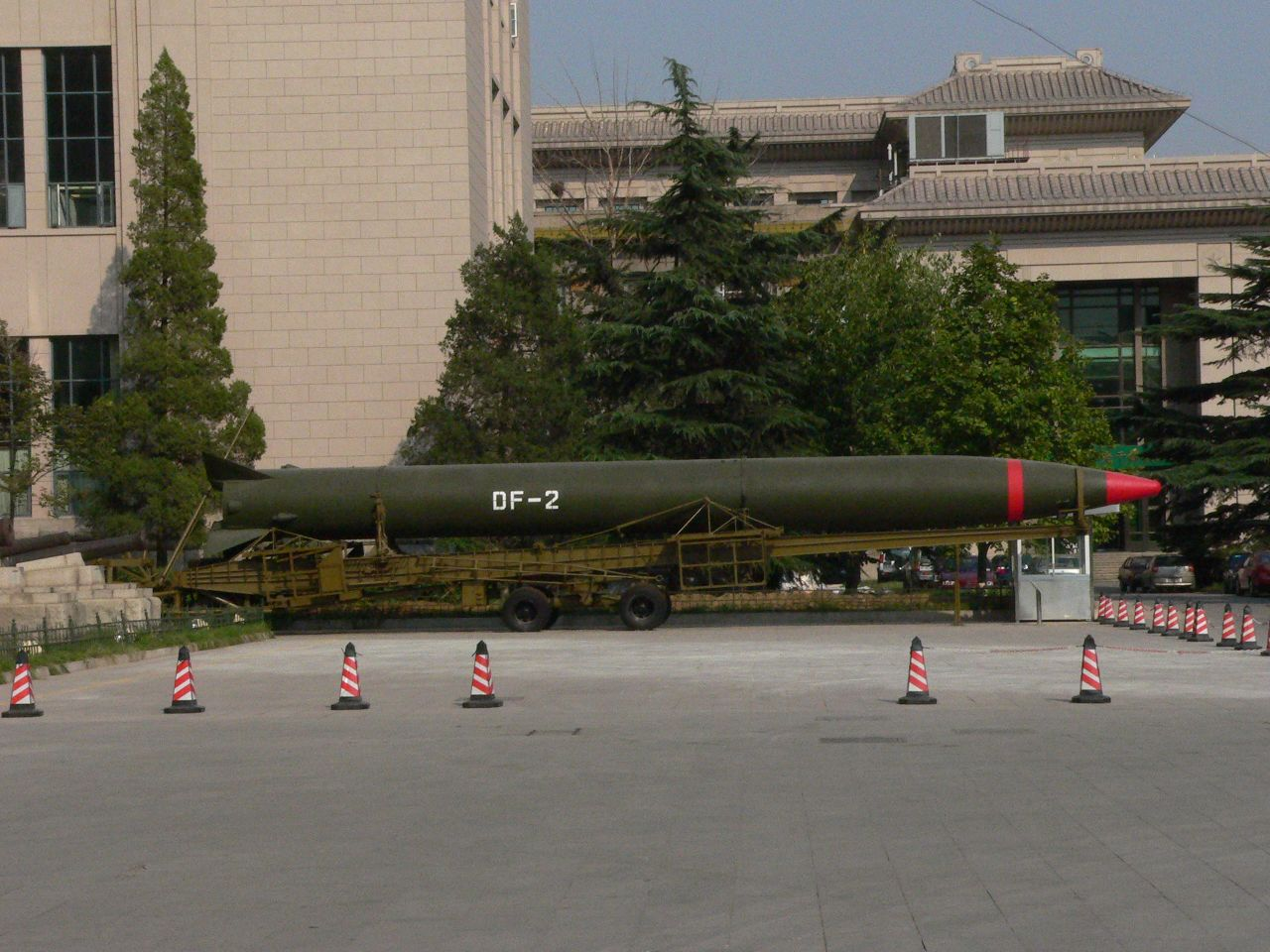
베이징 군사 박물관에 전시된 둥펑-2(DF-2) 미사일 모형

둥펑(중국어 간체자: 东风, 정체자: 東風, 병음: Dōngfēng)은 중화인민공화국 인민해방군 제2포병부대가 보유한 탄도 미사일 시리즈이다. 둥펑은 이동식과 고정식의 두 가지 타입의  탄도 미사일이 존재한다.

## 역사
중소 우호 동맹 상호 원조 조약이 체결된 이후에 소비에트 연방은 1950년 중화인민공화국에 소련제 무기의 운용 교리, 기술 문서, 제작 장비 그리고 라이센스 생산을 포함한 연구 및 개발을 지원했다. 또한 소련은 중국에 R-1, R-2 그리고 R-11 소련제 탄도 미사일을 제공했다. 중국의 첫 번째 탄도 미사일의 디자인은 소련제의 그것이 배경이 되었다. 이후 중국은 탄도 미사일과 로켓에 관한 심화적인 기술들을 습득했다.
또한, 중국의 창정 로켓(우주 개발 부문)은 둥펑의 개발에 큰 기술적인 영향과 도움을 주었다.

## 미사일
- DF-1 (R-2)

둥펑 시리즈의 첫 번째 미사일이다. 소련제 R-2의 라이센스 카피 생산품이다. 제한된 숫자의 생산이 1960년대에 이루어졌으며 현재는 전부 퇴역한 상태이다.
- DF-2 (CSS-1)
- DF-3 (CSS-2)
- DF-4 (CSS-3)
- DF-5 (CSS-4)
- DF-11 (CSS-7)
- DF-12
- DF-15 (CSS-6)
- DF-16
- DF-17
- DF-21 (CSS-5)
- DF-26
- DF-31 (CSS-10)
- DF-41 (CSS-X-10)

## 같이 보기
- 탄도 미사일
- 대륙간 탄도 미사일